# Makrokylindrus gibraltariensis
Makrokylindrus gibraltariensis är en kräftdjursart som beskrevs av Mihai Bacescu 1961. Makrokylindrus gibraltariensis ingår i släktet Makrokylindrus och familjen Diastylidae. Inga underarter finns listade i Catalogue of Life.